# Perrinet peravoter
Perrinet peravoter (Fou un músic, probablement valencià, que figura pels anys 1425 i 1426 en la Capella del Palau Reial de València com a sonador dels orguens de la Capilla del Senyor Rey, en aquell temps Alfons V d'Aragó sent un dels primers organistes dels quals es fa menció en la història musical espanyola.